# María Pilar León
María Pilar León Cebrián, becenevén Mapi León vagy Mapi (Zaragoza, 1995. június 13. –) spanyol női válogatott labdarúgó. A Barcelona védője.

## Pályafutása
Korai éveiben röplabdázott és teremfocizott. Szülővárosának egyik futsalcsapatában, a Gran Víában fedezte fel a város első osztályú együttese.

### Klubcsapatokban
16 éves korában debütált a Primera Divisiónban és két idényen keresztül erősítette a kék-fehér alakulatot. 2013-ban az Espanyol gárdájánál folytatta, a következő szezonjában pedig az Atlético Madrid színeiben szerepelt.
A Barcelona 2017-ben 50 000 euróért igazolta le a Rojiblancastól, mellyel a spanyol női futballtörténelem első fizetett igazolását kötötte meg.

### A válogatottban
Montenegró ellen mutatkozott be a válogatottban a 2017-es Európa-bajnokság egyik selejtező mérkőzésén 2016 szeptemberében. Játéka meggyőzte Jorge Vilda szövetségi kapitányt és a kvalifikáció után, már az Európa-bajnoki keretben is számítottak rá. Részt vett a 2019-es világbajnokságon.

## Sikerei

### Klubcsapatokban
Spanyol bajnok (2):
- Atlético Madrid (1): 2016–17
- Barcelona (1): 2019–20

 Spanyol kupagyőztes (2):
- Atlético Madrid (1): 2016
- Barcelona (1): 2018

 Spanyol szuperkupa-győztes (1):
- Barcelona (1): 2020

 Copa Catalunya győztes (2):
- Barcelona (2): 2018, 2019

Bajnokok Ligája győztes (2):
- Barcelona (2): 2020–21, 2022–23

### A válogatottban
Spanyolország
- Algarve-kupa győztes: 2017
- SheBelieves-kupa ezüstérmes (1): 2020[4]